# Fuentes (genre)
Pour les articles homonymes, voir Fuentes.
Genre
Fuentes est un genre d'araignées aranéomorphes de la famille des Salticidae.

## Distribution
Les espèces de ce genre se rencontrent en Amérique centrale.

## Liste des espèces
Selon World Spider Catalog (version 18.0, 04/04/2017) :
- Fuentes pertinax Peckham & Peckham, 1894
- Fuentes yucatan Ruiz & Brescovit, 2007

## Publication originale
- Peckham & Peckham, 1894 : Spiders of the Marptusa group. Occasional Papers of the Natural History Society of Wisconsin, vol. 2, no 2, p. 85-156 (texte intégral).